# Dennebrœucq
Dennebrœucq (Nederlands: Denebroek) is een gemeente in het Franse departement Pas-de-Calais (regio Hauts-de-France) en telt 314 inwoners (1999). De plaats maakt deel uit van het arrondissement Sint-Omaars.

## Naam
De plaatsnaam heeft een Oudnederlandse herkomst en werd in 1173 voor het eerst vermeld als Denebroc. De plaatsnaam is een samenstelling waarbij Dene mogelijk/vermoedelijk staat voor Deen en broc voor broek (vochtig laagland, moeras). Vanaf de 12e eeuw werd de plaats verfranst.

## Geografie
De oppervlakte van Dennebrœucq bedraagt 3,7 km², de bevolkingsdichtheid is 84,9 inwoners per km². De plaats ligt aan de Leie op een hoogte van 53-140 meter
De onderstaande kaart toont de ligging van Dennebrœucq met de belangrijkste infrastructuur en aangrenzende gemeenten.

## Bezienswaardigheden
- Moulin de la Tour, een watermolen
- Dennlys Parc, een themapark
- Sint-Ludgeruskerk (Église Saint-Léger), een laatgotisch bouwwerk van 1539, met toren van 1702, en een 17e-eeuws houten Sint-Antoniusbeeld.

## Demografie
Onderstaande figuur toont het verloop van het inwonertal (bron: INSEE-tellingen).

## Nabijgelegen kernen
Coyecques, Reclinghem, Audincthun, Wandonne